# 長良北町站
長良北町站（日语：／ Nagarakitamachi eki */?）是位於岐阜縣岐阜市長良，名古屋鐵道岐阜市內線本線（長良線）和高富線的鐵道車站（廢站）。

## 歷史
在1960年前，此站是岐阜市內線與高富線的轉乘站。當中是高富線先行開業。高富線原本是長良輕便鐵道的路線。在1913年，此站至高富站開通。當時該路線只是一條孤立的路線，沒有連接其他鐵路線。在車站啟用時的站名為長良駅（日语：／）。後來在1947年才改名為長良北町站。另一方面，岐阜市內線原本是美濃電氣軌道的路線，從岐阜站前站起開始多次延伸，直至高富線開業後2年，在1915年，美濃電氣軌道的路線跨越長良川，延長至此站。在延伸至此站時，岐阜市內線的電車站名為長良北町站。使當時於同一位置的車站中設有兩個不同的名稱，直至上述提及的1947年，高富線的站名改變為止。另外，當兩路線連接後，便隨即開始互相直通運輸。在1920年，長良輕便鐵道合併至美濃電氣軌道，而美濃電氣軌道於1930年合併至名古屋鐵道。
在戰後重建長良橋時，從長良川南岸至此站之間的岐阜市內線變為雙線化。另一方面，由於高富線的路線與車輛上沒有進一步的改進，因此運輸能力較弱。最後在1960年廢除，改為巴士服務。在失去了高富線後，岐阜市內線此站至徹明町站之間變為單純的支線。後來由於汽車開始普及，使岐阜市內線的客量與業績不理想。隨著於1988年舉行岐阜中部未來博，為了避免阻礙市內的交通，把包含此站在內的徹明町站至長良北町站之間區間被廢除。而此站也同時被廢除。
- 1913年（大正2年）12月25日 - 長良輕便鐵道此站至高富站之間開通。長良輕便鐵道的長良站啟用[3][8]。
- 1915年（大正4年）11月20日 - 美濃電氣軌道市內線從長良橋站延伸至此站。美濃電氣軌道的長良北町站啟用[3]。長良輕便鐵道與美濃電氣軌道市內線互相連接。在11月26日起兩線開始直通運輸[3]。
- 1920年（大正9年）9月10日 - 長良輕便鐵道合併至美濃電氣軌道[3]。成為美濃電氣軌道的高富線。
- 1922年（大正11年）5月26日 - 舊笠松站站房遷移至此站[3]。
- 1930年（昭和5年）8月20日 - 美濃電氣軌道與名古屋鐵道（第一代。同年中改名為名岐鐵道，在1935年起再改名為名古屋鐵道）合併。成為名古屋鐵道的岐阜市內線與高富線車站[3]。
- 1947年（昭和22年）4月30日前 - 高富線車站改名為長良北町站（詳細改名日期不詳）[3]。
- 1957年（昭和32年）3月31日 - 岐阜市內線長良橋站至此站之間雙線化完成（在1956年重建長良橋（日语：長良橋）完成）[3]。
- 1960年（昭和35年）4月22日 - 高富線廢除[3]。
- 1973年（昭和48年） - 由於需要進行路軌遷移，鵜飼屋站至此站之間直至同年12月19日前暫停營業。遷移完成後，此站位於道路中央。
- 1988年（昭和63年）6月1日 - 岐阜市內線徹明町站至此站之間廢除，此站也同時廢除[3]。

## 車站構造
截至車站廢除前，此站是地面車站，設有1面1線的單式月台。車站是建於在混合路權軌道上，乘車處沒有安全地帶，在電車與路面白線之間的範圍是乘車處（參見條目頂的圖片）。
在高富線廢除前。此站是位於道路的東邊，設有2面2線的相對式月台。當時設有站房。

### 配線圖
|                 | 長良北町站 站內配線略圖 | → 徹明町方向 |
| 图例 参考文献： |                         |              |

## 相鄰車站
名古屋鐵道
岐阜市內線
鵜飼屋－長良北町
高富線
長良北町－高見
- 在1922年前，此站與高富線高見站之間曾設有北町站（日语：／）。

## 注腳
1. ↑  . 鄉土出版社. 1997: 31. ISBN 4-87670-097-4.
2. 1 2 3 4  . 鄉土出版社. 1997: 20–25. ISBN 4-87670-097-4 （日语）.
3. 1 2 3 4 5 6 7 8 9 10 11  . 鄉土出版社. 1997: 218–230. ISBN 4-87670-097-4 （日语）.
4. ↑  名古屋鉄道広報宣伝部（編）. . 名古屋鐵道. 1994: 285–285 （日语）.
5. ↑  川島令三. . 名古屋北部・岐阜篇 1. 草思社. 1997: 126. ISBN 4-7942-0796-4 （日语）.
6. ↑  . 鄉土出版社. 1997: 23–25. ISBN 4-87670-097-4 （日语）.
7. ↑  名古屋鉄道広報宣伝部（編）. . 名古屋鐵道. 1994: 571 （日语）.
8. ↑  「軽便鉄道運輸開始」《官報》1914年1月12日（國立國會圖書館數碼化資料）
9. ↑  電氣車研究會（日语：電気車研究会），《鐵道畫刊（日语：鉄道ピクトリアル）》通卷第473號 1986年12月 臨時增刊号 「特集 - 名古屋鐵道」，附圖「名古屋鐵道路線略圖」
10. ↑  . 鉄道フォーラム.   [2016-06-11]. （原始内容存档于2023-05-06） （日语）.